# Новоромановка (Немецкий национальный район)
Новоромановка (также Гейдельберг, Заячье) — упразднённое село в Немецком национальном районе Алтайского края. Точная дата упразднения не установлена.

## География
Село располагалось в 4 км к западу от села Красноармейский.

## История
Основано в 1907 году переселенцами из Причерноморья. Названо по молочанской колонии Гейдельберг. До 1917 года католическое село, административный центр Ново-Романовской волости Барнаульского уезда Томской губернии. После центр Новоромановского сельсовета Октябрьского, с 1929 г. — Немецкого, с 1938 г. Знаменского районов. В 1931 г. создан колхоз «Рот-Фронт». Позже отделение совхоза «Украинский».

## Население
| Год     | 1911 | 1926 |
| ------- | ---- | ---- |
| Человек | 356  | 475  |